# 江田亮
江田 亮（えだ りょう、1989年4月19日 - ）は、日本のフリーアナウンサー・ナレーター。

## 来歴・人物
神奈川県川崎市出身。桐蔭学園高等学校時代は野球部に所属（ポジションは捕手）。鈴木大地（東北楽天ゴールデンイーグルス）と井領雅貴（元中日ドラゴンズ）は高校の同級生。1学年上の加賀美希昇（元横浜DeNAベイスターズ）とはバッテリーを組んだ経験もある。
一年間の浪人を経て、早稲田大学商学部に一般入試で合格し、放送研究会に入る。当時、放送研究会の1学年上にはフジテレビのアナウンサーである酒主義久や宮澤智が在籍していた。テレビ朝日アスクの出身である。
独り遊びを趣味と公言しており、休日はカラオケに1人で足を運び、ディズニーメドレーを歌うこともあるという。
2013年にCBCテレビにアナウンサーとして入社（同期アナウンサーは現在はフリーアナウンサーの阿部優貴子）。愛称は「エダモン」。
2018年9月9日、スポーツ報知のweb版にて、テレビ愛知アナウンサーの岡田愛マリーと11月に結婚することが本人のコメントとともに報じられた。報道の翌日の9月10日には『つボイノリオの聞けば聞くほど』に出演し、出会いやプロポーズについて語っている。
JNN・JRN加盟局の優秀なアナウンサーを表彰するアノンシスト賞では、2020年度に「テレビ・スポーツ実況部門」で優秀賞を受賞。2021年度に「ラジオ・フリートーク部門」（番組「アナののびしろ」～実況・川中島～）で同局の榊原悠介アナウンサーと共に最優秀賞を受賞している。
2020年から2022年にかけて自らが財務部長を勤めるCBCテレビの労働組合の組合費4,000万円を自身の投資信託に流用するなどして横領したことが発覚し、2022年11月にアナウンス業務を停止。同年12月9日にCBCを退社していたことが報じられた。
2023年5月12日、岡田愛マリーのツイートで現在は独身である旨の言及があり、また江田本人も上記横領の発覚後に離婚したことを認めていることから、2022年12月から2023年5月の間に離婚したと思われる。
CBCテレビ退社後、2023年秋頃から一般企業に勤めていたが、2025年3月に退職。同年4月よりフリーアナウンサーとして活動を開始。

## 過去の出演番組

### テレビ
- CBCニュース
- S☆1 BASEBALL（ローカル中継時のタイトルは『燃えよドラゴンズ』。2017年シーズン終了時点まではリポーターのみ）
- J SPORTS STADIUM（J SPORTS。2018年8月12日のヤクルト戦でテレビ実況デビュー）
- チャント!（CBCテレビ）
  - 月曜プレゼンター（2021年3月29日 - 9月27日）
  - 月・水曜キャスター（2021年10月4日 - 2022年3月23日）
  - 月曜キャスター（2022年3月28日 - 12月5日）
- キユーピー3分クッキング（女性講師出演日のアシスタント）

### ラジオ
- CBCドラゴンズナイター（2015年9月3日・対DeNA戦のリポーターで中継初登場、2016年8月11日・プロ野球中継実況デビュー）（CBCラジオ）
- ドラ魂キング（リポーター）（CBCラジオ）
- CBCニュース
- 北野誠のズバリ（金曜中継レポーター）（CBCラジオ）
- ドラ魂KING（CBCラジオ）
- 若狭敬一のスポ音（若狭がキャンプ取材で不在の際、代役を務めたことがある）（CBCラジオ）